# Eva Šormová
Eva Šormová (30. května 1944 Český Brod – 10. prosince 2017 Praha) byla česká historička a teatroložka.

## Studium
Po střední škole v Českém Brodě byla přijata v r. 1961 na Filozofickou fakultu Univerzity Karlovy v Praze, obor divadelní věda. K jejím profesorům patřili mj. František Černý, Jan Kopecký a František Götz. Ve své seminární práci zpracované na katedře teorie a dějin divadla FF UK v roce 1964 se zabývala divadlem Větrník a Divadélkem pro 99. Absolvovala v r. 1966 (titul PhDr). Již během studií pracovala externě pro Kabinet pro studium českého divadla, kam se přihlásila na výzvu prof. Františka Černého na pomocné práce spojené s excerpcí teatrologické literatury. Po dvou letech byla přiřazena na výpomoc k Evženu Turnovskému, který koncipoval obrazovou přílohu pro první a druhý díl Dějin českého divadla a pomáhala mu dokončit poznámkový aparát k obrázkům.

## Profesní činnost
Celý život se zabývala výzkumem českého divadla 20. století a posledních dvacet let také 19. století.
V roce 1967 získala v Kabinetu pro studium českého divadla Akademie věd studijní pobyt a po několika letech i stálé místo. Podílela se s Vladimírem Procházkou a dalšími spolupracovníky na slovníku Národní divadlo a jeho předchůdci (vydáno 1988), později mj. na publikaci Česká divadelní kultura 1945–1989 v datech a souvislostech (vydáno 1995). V roce 1991 se stala vedoucí oddělení.
V roce 1993 byl Kabinet pro studium českého divadla převeden z Akademie věd do Divadelního ústavu a Eva Šormová se stala vedoucím pracoviště. Zde zahájila práce na významném teatrologickém projektu – Česká divadelní encyklopedie – a stala se jeho garantem a hlavní redaktorkou. V rámci tohoto projektu také připravila svazek Česká divadla – Encyklopedie divadelních souborů.
Podílela se na mnoha skupinových projektech (zvláště lexikografických pracích, mj. Lexikon české literatury, Slovník českých spisovatelů po roce 1945) a publikovala studie např. o K. H. Hilarovi a E. F. Burianovi.
Jako editorka a redaktorka pro edici České divadlo – řada Eseje, kritiky, analýzy sestavila např. výbor z textů K. H. Hilara (Karel Hugo Hilar: O divadle), ze statí V. Tilleho (Václav Tille: Kouzelná moc divadla). Jejím poslední významnou činností byla v roce 2017 redakční práce na výboru z kritických statí a divadelních referátů J. Kodíčka (Josef Kodíček – Kritické statě) 

## Citát
| „             | Když jsem chodila ještě na střední školu v Českém Brodě, kde jsem vyrůstala, měla jsem tam kamarádku, která měla silné múzické sklony, hrála dobře na klavír a velmi se zajímala o divadlo. Jednou jsme se tak procházely a povídaly si o tom, čeho bychom si přály v životě dosáhnout. Já si už nevzpomínám, s čím se mi svěřila ona, ale zcela přesně vím, co jsem tehdy pronesla já. Řekla jsem: ‚Víš, Vlasto, já bych chtěla jednou napsat divadelní slovník! ‘ Jako dneska tu situaci vidím, bylo to před prodejnou obuvi. Vůbec nechápu, jak jsem na to přišla, bylo mi asi čtrnáct a jsem si jista, že jsem ještě nikdy žádný divadelní slovník ani neviděla! Možná to byl nějaký druh osvícení, jakým jsme otevřeni pouze v dětském věku... | “ |
| — Eva Šormová | |   |

## Další činnost
Byla spoluzakladatelkou, redaktorkou a autorkou samizdatového časopisu Dialog . Od roku 1989 spolupracovala na přípravách založení teatrologického časopisu Divadelní revue a působila zde pak přes 20 let jako redaktorka a pozdější předsedkyně redakční rady.
Publikovala v řadě českých i zahraničních odborných teatrologických časopisech a sbornících.
Byla spoluzakladatelkou Teatrologické společnosti a členkou výboru.
Byla externí členkou Oborové komise Filozofické fakulty Masarykovy univerzity v Brně pro obor Teorie a dějiny divadla, filmu a audiovizuální techniky.

## Dílo, výběr
- 1973 Divadlo v Terezíně 1941/1945
- 1999 Hry/Václav Havel (uspořádala, k vydání připravila a ediční poznámku napsala E. Šormová)
- 2005 Miscellanea theatrali: sborník Adolfu Scherlovi k osmdesátinám (uspořádala a redigovala E. Šormová s Michaelou Kuklovou)
- 2015 Česká činohra 19. a začátku 20. století: osobnosti (E. Šormová a kolektiv)
- Národní divadlo: Soupis repertoáru od r. 1945 (zpracovala E. Šormová spolu s Olgou Bartoňkovou)

## Filmografie
- 2013 Příběhy slavných-Tichý komediant (TV film – vzpomínka na Františka Smolíka), režie Radka Lokajová